# John Archibald McDonald (homme politique saskatchewanais)
Pour les articles homonymes, voir John McDonald et McDonald.
John Archibald McDonald (août 1865-1929) est un homme politique canadien de la Saskatchewan. Il est député Provincial Rights (en) et conservateur provincial de la circonscription saskatchewanaise de North Qu'Appelle de 1908 à 1914.

## Biographie
Né à Winnipeg au Manitoba, McDonald est le fils d'un facteur principal de la Compagnie de la Baie d'Hudson et étudie au St. John's College (en) de l'Université du Manitoba. En 1887, il épouse Elleonora Campbell, fille du marchand de fourrure et explorateur Robert Campbell.
Élu en 1908, il est réélu en 1912. Il démissionne en 1914 après avoir admis des pratiques de corruption lors de l'élection de 1912.